# Karang Agung (Kota Agung)
Karang Agung is een bestuurslaag in het regentschap Lahat van de provincie Zuid-Sumatra, Indonesië. Karang Agung telt 431 inwoners (volkstelling 2010).